# Jenő Erdélyi
Jenő Erdélyi (Tinca, 27 novembre 1881 – Seghedino, 2 ottobre 1971) è stato uno schermidore ungherese, vincitore di una medaglia d'oro ai campionati mondiali di scherma.